# Archidiocèse de Denver
L'archidiocèse de Denver (en latin : Archidioecesis Denveriensis, et en anglais : Roman Catholic Archdiocese of Denver) est une circonscription ecclésiastique de l'Église catholique aux États-Unis. Il s'agit d'un archidiocèse latin, siège métropolitain de la province ecclésiastique de Denver. Depuis 2012, son archevêque est Samuel J. Aquila (en). 

## Territoire
L'archidiocèse couvre la partie nord de l'État du Colorado pour un total de 25 comtés : Moffat, Rio Blanco, Garfield, Routt, Eagle, Pitkin, Jackson, Grand, Summit, Clear Creek, Gilpin, Boulder, Larimer, Jefferson, Broomfield, Weld, Morgan, Adams, Arapahoe, Denver, Logan, Washington, Sedgwick, Phillips et Yuma.
Le siège archiépiscopal est la ville de Denver, où se trouve la cathédrale de l'Immaculée Conception (Immaculate Conception Cathedral).
Le territoire s'étend sur 104 192 km², et il est divisé en 124 paroisses.

## Histoire
L'histoire de l'Église catholique au Colorado a commencé avec la fondation d'une mission en 1706. À l'époque, le territoire du Colorado était sous la juridiction du diocèse de Santa Fe (aujourd'hui archidiocèse).  En 1868, le vicariat apostolique du Colorado et de l'Utah a été érigé, créé à partir du renouvellement des territoires des diocèses de Santa Fe et de Grass Valley (en). 
En 1870, le nom a été changé en vicariat Apostolique du Colorado et le territoire de l'Utah est passé sous la juridiction de l'archidiocèse de San Francisco. Le vicariat a été élevé au rang de diocèse le 16 août 1887 et englobait tout l'État du Colorado, et le prêtre français Joseph Machebeuf, alors vicaire apostolique, est devenu le premier évêque.
Le 15 novembre 1941, la première division a été faite pour former le diocèse de Pueblo. Simultanément, le diocèse de Denver a été élevé au statut d'archidiocèse métropolitain. Le 10 novembre 1983, l'archidiocèse de Denver a cédé une partie de son territoire pour la formation du diocèse de Colorado Springs

## Province ecclésiastique
La province ecclésiastique de Denver, instituée en 1941, comprend les diocèses suffragants suivants :
- diocèse de Cheyenne
- diocèse de Colorado Springs
- diocèse de Pueblo